# Zegarmistrzostwo

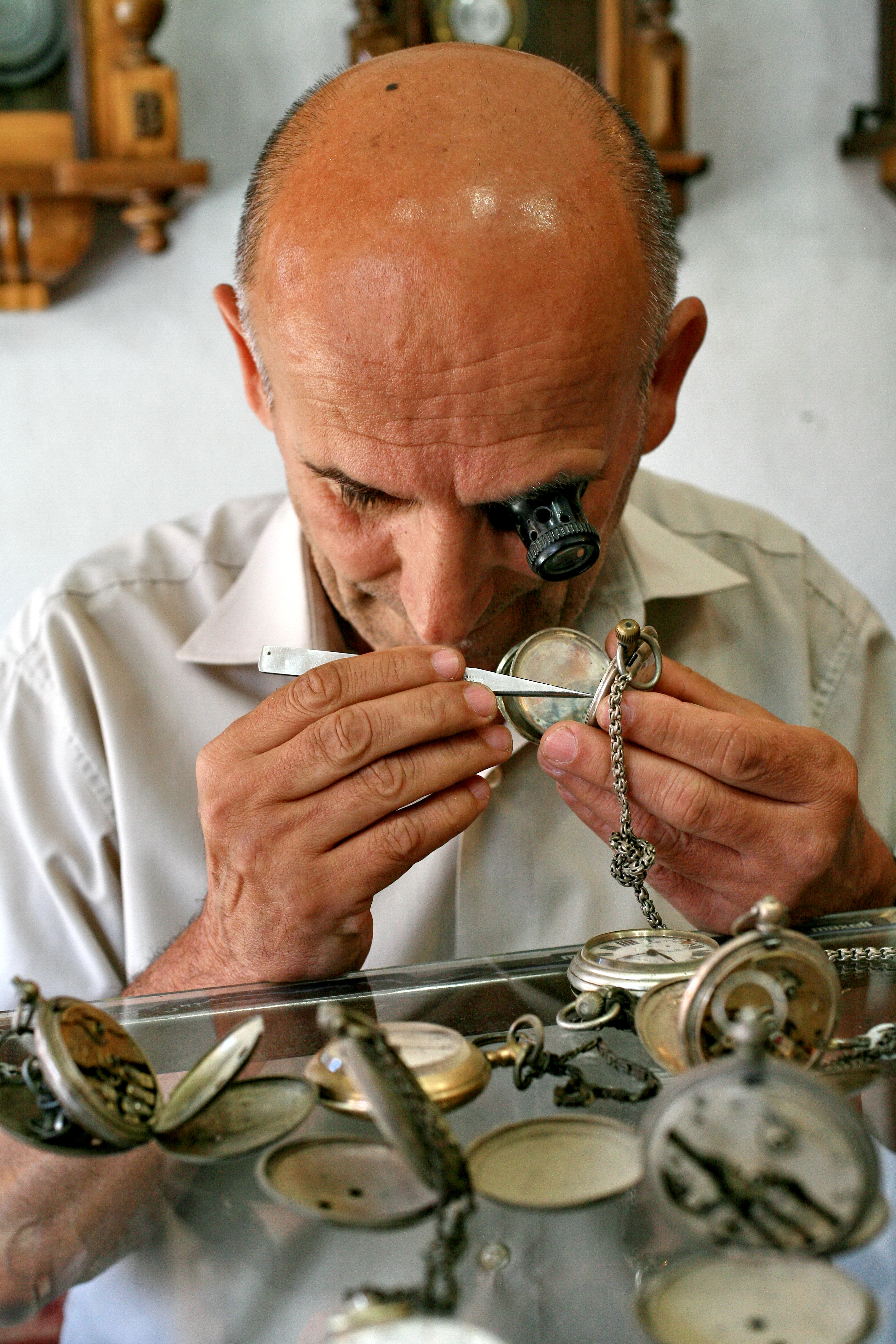
Zegarmistrz

Zegarmistrzostwo – dział rzemiosła zajmujący się głównie naprawą zegarów i zegarków.
Zegarmistrzowie oprócz działalności usługowej zajmują się także produkcją, uczestniczą w projektowaniu i testowaniu nowych typów czasomierzy, dlatego też muszą posiadać wiedzę z wielu dziedzin: metalurgii, ślusarstwa, stolarstwa i wielu innych – obecnie także związanych z elektroniką i nowymi tworzywami. Zegarmistrz obok wyćwiczonej bardzo precyzyjnej pracy ręcznej musi umieć obsługiwać wiele różnych maszyn i urządzeń, często służących do wykonania jednej, ściśle określonej czynności, np. przebarwienia powierzchni metalu na wybrany kolor.